# シュールの不等式
シュールの不等式（シュールのふとうしき）は、イサイ・シュールに因んで名付けられた、非負実数 x, y, z と正数 t に対して成り立つ、次の絶対不等式である。
{\displaystyle x^{t}(x-y)(x-z)+y^{t}(y-z)(y-x)+z^{t}(z-x)(z-y)\geq 0}
等号成立は x = y = z のとき、または x, y, z のいずれかが 0 で残り2つが等しいときのみ。また、t が正の偶数の場合はすべての実数 x, y, z について不等式が成り立つ。

## 証明
不等式は x, y, z について対称なので、x ≥ y ≥ z としても一般性を失わない。すると、示すべき不等式は
{\displaystyle (x-y)[x^{t}(x-z)-y^{t}(y-z)]+z^{t}(x-z)(y-z)\geq 0}
と変形できるが、左辺の各項は明らかに非負である。
この証明により、シュールの不等式は次のように一般化できる。a, b, c を非負実数として、x ≥ y ≥ z かつ a ≥ b ≥ c であるとき、
{\displaystyle a(x-y)(x-z)+b(y-z)(y-x)+c(z-x)(z-y)\geq 0}
が成り立つ。